# Zastrupitev z gobami
Zastrupitev z gobami ali micetizem se nanaša na škodljive učinke zaradi zaužitja strupenih gob. Znanih je približno 100 različnih vrst strupenih gob, ki povzročajo raznoliko klinično sliko zastrupitev, kar je odvisno predvsem od tega, na kateri organski sistem delujejo toksini (npr. na prebavila ali živčevje). Najbolj nevarne so zelena mušnica in nekatere ostale sorodne vrste mušnic, kot sta pomladanska in koničasta mušnica, pri katerih se prebavne motnje pojavijo šele po nekaj urah, po par dneh pa se pojavita odpoved jeter in ledvic, kar je lahko usodno; zelena mušnica je vzrok za več kot 90 % smrtnih zastrupitev.
Epidemiološki podatki o zastrupitvah z gobami so dokaj pomanjkljivi zaradi nepoenotenih sistemov za zbiranje podatkov, vendar naj bi bilo v Evropi vsako leto prijavljenih več sto zastrupitev. Daleč najpogostejši vzrok za zastrupitev je zamenjava užitne gobe s strupeno, saj so si mnoge gobe med sabo zelo podobne, popolnoma zanesljivih kriterijev za ločevanje med njimi pa ni. Drugi najpogostejši razlog je zloraba gob s halucinogenim učinkom, kot so rdeča mušnica ter gologlavke.
Temelj diagnoze je skrbna anamneza ter klinični pregled bolnika. Povprašati je treba predvsem o vrsti zaužite gobe ali vsaj o njenem splošnem videzu, zaužiti količini, načinu priprave, času zaužitja, poteku pojava simptomov in znakov, kroničnih boleznih in jemanju zdravil. Večina strupenih gob sicer povzroča neznačilne prebavne motnje, bistvo oskrbe pri večini zastrupitev pa je temeljito izpiranje želodca in dajanje aktivnega oglja, ki toksine veže nase, ter podporno oz. simptomatsko zdravljenje, predvsem nadomeščanje tekočin in elektrolitov, izgubljenih v veliki meri zaradi bruhanja in driske.
Osnovno in najpomembnejše pravilo je, da nabiramo in uživamo samo tiste gobe, za katere vemo, da so užitne in jih lahko zanesljivo prepoznamo; če o svoji presoji nismo prepričani, gobe ne naberemo in ne uživamo. Zanašamo se samo na priznano literaturo in izkušene gobarje, ljudska izročila niso zanesljiva. Nabrane gobe, ki ne smejo biti prezrele, črvive, razpadle ali razmehčane, čim prej pripravimo ali pa jih ustrezno konzerviramo. Surovih gob ne uživamo, temveč jih skuhamo, uživamo pa jih kot prilogo ali začimbo, saj so v večjih količinah težje prebavljive. Uživanje alkohola ob jedeh z gobami je odsvetovano, prav tako je odsvetovano uživanje gob majhnim otrokom, starejšim ljudem ter nekaterim ljudem s kroničnimi obolenji, kot so npr. razjede na želodcu in žolčni kamni.

## Splošne značilnosti in raznolikost gob
Glive so raznolika in velika skupina organizmov, v katero uvrščamo približno 100.000 vrst, čeprav nekatere novejše domneve predvidevajo celo več kot 5 milijonov vrst. Imajo deloma značilnosti rastlin, kot je celična stena, deloma pa značilnosti živali, saj nimajo kloroplastov in so heterotrofi, kar pomeni, da ne morejo sami proizvajati hranil, pač pa morajo zaužiti kompleksne ogljikove spojine, kot so sladkorji. Glive večinoma rastejo v obliki nitastih struktur, imenovanih hife.
Višje glive (Macromycetes), ki jih imenujemo tudi gobe, tvorijo v svojem življenjskem krogu plodno telo, vidno človeškim očem, ki izrašča iz podzemnega spleta hif oz. podgobja (micelija). Imenujemo ga plodišče ali trosnjak in je del spolne faze v razmnoževanju: na njem se razvijejo razmnoževalni organi, ki proizvajajo trose ali spore, te pa naokoli raznaša povečini veter, včasih tudi žuželke. Iz trosov se v prsti najprej razvije enojedrni splet hif, ki se razrašča in se po nekem času združi z drugim enojedrnim spletom hif drugega spola. Iz tega nastane novo podgobje, ob ugodnih pogojih pa iz njega požene zasnova za novi trosnjak; življenjski krog je tako zaključen. Večina gob spada med gniloživke (saprofite), ki razkrajajo živalske ter rastlinske ostanke in tako dobijo potrebna hranila. Druge zajedajo svoje gostitelje, tretje (predvsem mušničarke in gobani) pa prepletejo svoje hife z rastlinskimi koreninami in živijo z njimi v sožitju (simbiozi). Gobe uspevajo v najbolj raznovrstnih okoljih z različnim podnebjem, vendar so za razvoj najugodnejši gozdovi, kjer se trosnjaki pojavljajo predvsem pozno poleti in jeseni.
Višje glive oz. gobe delimo glede na anatomske značilnosti trosnjakov na prostotrosnice (Basidiomycota) in zaprtotrosnice (Ascomycota). Protrosnice imajo značilno dežnikasto obliko trosnjakov z bolj ali manj razvitim betom; tipičen primer je rdeča mušnica. Klobuk se med rastjo močno spreminja: na začetku je polkrožen ali okrogel, po dozoretju pa sploščen, včasih uleknjen ali  lijakasto udrt. Pri zaprtotrosnicah klobuka in beta najpogosteje ni možno ločiti med seboj: nekatere so podobne zdrizastim čašam, skledicam ali gnezdom, druge pa imajo delno razvit klobuk s satastimi jamicami ali pa so zavite oz. sedlaste oblike; tipičen primer je pomladanski hrček.

## Okoliščine zastrupitev
Znanih je samo približno 100 strupenih vrst gob, od tega je 15–20 vrst potencialno smrtonosnih. V Sloveniji raste približno 200 vrst užitnih gob ter 50 vrst strupenih gob. Daleč najpogostejši vzrok zastrupitve je zamenjava strupene gobe z užitno vrsto, saj zanesljivih kriterijev za ločevanje ni. Mnoge gobe so si po splošni obliki in barvi zelo podobne, zato jih lahko neizkušen ljubiteljski gobar zlahka zamenja, včasih pa se zmoti tudi bolj izkušen gobar, če jih nabira na nepoznanem območju (npr. če se je preselil na drugo celino). Strokovnjaki ocenjujejo, da so zamenjave vzrok za več kot 95 % primerov vseh zastrupitev z gobami. V zadnjem času se s tem problemom soočajo tudi migranti in begunci iz Bližnjega Vzhoda; tako je v nemških bolnicah porasla obravnava omenjenih ljudi zaradi resnih zastrupitev z zeleno mušnico.
Ostali vzroki zastrupitev so redki. Manj kot 5 % zastrupitev lahko pripišemo zlorabam gob, ki povzročajo psihične spremembe, kot so halucinacije in evforija. Zelo redke so samomorilne zastrupitve, kriminalne zastrupitve, ko se strupeno gobo podtakne žrtvi, ter nenamerne zastrupitve z gobami, ki so kupljene preko medmrežja, imajo neznano poreklo ter so nestrokovno nabrane in/ali pripravljene.
Spodnja razpredelnica nazorno prikazuje podobnosti med nekaterimi užitnimi in strupenimi gobami, zaradi česar pogosto pride do zamenjav in s tem do zastrupitev:
| Strupena goba                       | Slika strupene gobe | Užitna goba                                | Slika užitne gobe | Glavne razlike |
| ----------------------------------- | ------------------- | ------------------------------------------ | ----------------- | --- |
| zelena mušnica (Amanita phalloides) |                     | zelenkasta golobica (Russula virescens)    |                   | pri zeleni mušnici je klobuk ločljiv od beta, lupina in obroček pa sta na betu                                                   |
| rdeča mušnica (Amanita muscaria)    |                     | knežja mušnica (A. caesarea)               |                   | rdeča mušnica nima lupine v dnišču, lističi so beli (pri knežji mušnici so rumeni)                                               |
| panterjeva mušnica (A. pantherina)  |                     | orjaški dežnik (Macrolepiota procera)      |                   | pri panterjevi mušnici je rob klobuka nažlebkan, obroček je gladek, pri dnišču je lupina izrazita (pri dežniku lupine ni)        |
| oljkov livkar (Omphalotus olearius) |                     | navadna lisička (Cantharellus cibarius)    |                   | oljkov livkar uspeva predvsem na lesu in ima goste ter ozke lističe, lisička pa uspeva na zemlji in ima široke letvice           |
| vražji goban (Boletus satanas)      |                     | jesenski goban ali jurček (Boletus edulis) |                   | klobuk vražjega gobana ni nikoli rjav temveč sivo- ali zelenosrebrn, pri jurčku spodnja stran klobuka ali bet nista nikoli rdeča |

## Epidemiologija
Nabiranje in uživanje gob je priljubljeno v Evropi, Rusiji, Združenih državah Amerike ter na Daljnem vzhodu, kljub temu pa so epidemiološki podatki dokaj pomanjkljivi. V Evropi, še posebej v državah, ki niso članice Evropske unije, podatki o zastrupitvah z gobami niso zajeti v enotni oz. integrirani sistem. Leta 2012 je bilo v Univerzitetnem kliničnem centru Ljubljana obravnavanih 43 bolnikov zaradi zastrupitve z gobami, kar predstavlja dobrih 7 % od 578 bolnikov, obravnavanih zaradi zastrupitev. Zastrupitve so bile najpogostejše septembra in oktobra, na višku sezone nabiranja gob. Pri večini primerov je šlo za nespecifični gastrointestinalni sindrom, desetino zastrupitev sta povzročili rdeča in panterjeva mušnica, zastrupitve z drugimi gobami pa so bile redke. Vsako leto naj bi bilo v Evropi prijavljenih več sto zastrupitev, od tega samo v Nemčiji okoli 200. Na Poljskem naj bi zastrupitve z gobami in rastlinami predstavljale 6–7 % vseh zastrupitev; večina zastrupitev se na Poljskem pripeti med junijem in decembrom. Na Hrvaškem, v okolici Zagreba, so jeseni leta 1998 obravnavali 140 primerov zastrupitev, 4 osebe so umrle. Na Portugalskem so od leta 1999 do 2008 v 10 bolnišnicah obravnavali skupno 93 primerov zastrupitev, stopnja smrtnosti je bila 6,8 %. V Turčiji so v bolnišnici v mestu Sivas obravnavali 294 primerov zastrupitev od leta 2000 do 2007, slaba tretjina bolnikov je bila mladoletnih; stopnja smrtnosti je bila okoli 1 %.
V Rusiji so zastrupitve z gobami najpogostejše v Voroneški oblasti. Leta 1992 je bilo zaradi zastrupitve hospitaliziranih preko 400 ljudi, od katerih jih je 44 umrlo, leta 1998 je bilo hospitaliziranih okoli 360 ljudi, od katerih jih je do naslednjega leta umrlo 28. Dve leti zatem je bilo že na začetku sezone v juliju hospitaliziranih 230 ljudi, od katerih jih je 42 umrlo, od tega 5 otrok. Leta 2005 so na Kitajskem poročali o 183 hospitaliziranih osebah zaradi zastrupitve z gobami, od katerih je 48 oseb umrlo. Istega leta so v času dveh mesecev v Nepalu, v mestu Tansen, obravnavali 41 primerov zastrupitev; 12 bolnikov je umrlo zaradi akutne odpovedi jeter in ledvic kot posledica zastrupitve z zeleno mušnico. Aprila 2008 je na severovzhodu Indije v zvezni državi Asam umrlo 30 ljudi zaradi zastrupitve.
V Združenih državah Amerike je bilo centrom za zastrupitve prijavljenih okoli 83.000 zastrupitev z gobami od leta 2001 do 2011. Mladoletniki so predstavljali tri četrtine bolnikov, od tega jih je bilo več kot polovica mlajših od 6 let; okoli 60 % bolnikov je bilo moških. Večina zastrupitev (tj. slabih 80 %) je bila nenamernih. 45 bolnikov je zaradi zastrupitve umrlo (stopnja smrtnosti 0,2 %). Vrsta gobe je bila prepoznana samo pri 5 % zastrupitev; najpogostejše vrste so bile smrček vrste Morchella angusticeps, dežnikasta zelenolistka (Chlorophyllum molybdites), rdeča mušnica, Lycoperdon candidum ter  Calvatia lepidophora, po vrstnem redu. Najpogostejše vrste gob, ki so povzročile hudo klinično sliko ali smrtni izid, so bile zelena mušnica, rdeča mušnica, panterjeva mušnica, A. smithiana ter A. bisporigera, po vrstnem redu.

## Splošni mehanizmi zastrupitve
Zastrupitev nastopi po zaužitju strupenih gob oz. njihovih toksinov. Vsaka strupena goba vsebuje enega ali več toksinov, ki so sekundarni presnovki (metaboliti), se pravi stranski produkti presnove in nimajo vloge v bistvenih reakcijah. Toksine lahko razvrstimo glede na fiziološke in klinične učinke (na čemer temelji razdelitev na sindrome v spodnjem poglavju), tarčni organ in latentno dobo, tj. čas, ki je potreben za pojav simptomov po zaužitju. Na resnost zastrupitve vplivajo tudi zaužita količina, letni čas, zemljepisno območje, na katerem je gliva zrasla, način priprave in individualni odziv na toksine. Ogroženo starostno skupino predstavljajo otroci (med drugim zaradi manjšega odmerka strupa, ki je potreben za pojav sindroma zastrupitve) in starejši ljudje. Večina strupenih gob povzroči neznačilno gastrointestinalno simptomatiko, tj. prebavne motnje (kot sta bruhanje in bolečine v trebuhu), ki se pogosto tudi prve pojavijo ob zastrupitvi.
V splošnem lahko zastrupitve razdelimo na tri velike kategorije glede na časovni pojav učinkov:
1. zgodnji pojav učinkov – simptomi in znaki se pojavijo v prvih šestih urah po zaužitju, vplivajo pa na prebavila, živčevje ali/in povzročajo alergije; tako se kaže koprinski sindrom, ki ga povzročajo nekatere tintnice;
2. pozni pojav učinkov – simptomi in znaki se pojavijo v 6–24 urah po zaužitju, vplivajo pa na jetra, ledvice in /ali povzročajo eritromelalgijo; tako se kaže amatoksinski sindrom, ki ga povzročajo nekatere mušnice, kot je zelena mušnica;
3. zapozneli pojav učinkov – simptomi in znaki se pojavijo po več kot 24 urah, vplivajo pa večinoma na ledvice; tako se kaže orelaninski sindrom, ki ga povzročajo nekatere koprenke.

Zastrupitve pogosto niso posledica delovanja toksinov, pač pa so lahko vzroki preobilen obrok, slaba prebavljivost, neustrezna priprava, zaužitje surovih ali pokvarjenih gob, predhodne bolezni prebavil in alergije na sestavine v gobah, kot so mikoproteini. Tako zastrupitev imenujemo indigestivni sindrom. Težave se lahko pojavijo že prvo uro ali šele po 24 urah po zaužitju. Zdravljenje je simptomatsko z zagotavljanjem zadostne hidracije in urejenosti elektrolitov.
Na kmetijskih območjih, še posebej na škropljenih sadovnjakih, njivah in vinogradih, so tako užitne kot tudi strupene gobe lahko kontaminirane s herbicidi in insekticidi, na industrijskih območjih in raznih odlagališč smeti pa s težkimi kovinami in radioaktivnimi snovmi, zaradi česar so prav tako nevarne glede na vsebovane strupe. Izogibati se je treba tudi območij blizu zelo prometnih cest.

## Klinični sindromi zastrupitve
Zastrupitve z gobami lahko razvrščamo v sindrome na podlagi toksinov, značilnih simptomov in klinične slike. Včasih so sindrome poimenovali po vrsti strupene glive, npr. panterinski sindrom po panterjevi mušnici in faloidni sindrom po zeleni mušnici, vendar sodobnejše poimenovanje temelji na vrsti toksina, saj različne vrste gob lahko vsebujejo enake toksine. Tako so amatoksini prisotni tudi pri mnogih drugih mušnicah ter nekaterih dežničkih, kučmicah in luskinčkih, ne le v zeleni mušnici. V primeru, da toksini niso dovolj dobro raziskani, se sindromi označujejo po značilnih zastrupitvenih sindromih, npr. hemolitični sindrom pri navadni podvihanki (Paxillus involutus). Za večjo preglednost so sindromi razvrščeni glede na zgoraj opisane časovne kategorije pojava učinkov.

### Zgodnji pojav učinkov
Gastrointestinalni sindrom
Nespecifični gastrointestinalni sindrom povzročajo različne gobe, med drugim oljkov livkar (Omphalotus olearius) in nekatere rdečelistke (Entoloma), kolobarnice (Tricholoma), kukmaki (Agaricus), gobani (Boletus), golobice (Russula), mlečnice (Lactarius), grive (Ramaria) ter podvihanke (Paxillus). V štirih urah po zaužitju se pojavijo prebavne motnje (slabost, bruhanje in driska), nevaren zaplet je dehidracija in posledična odpoved ledvic.
Ibotenski sindrom
Ibotenski sindrom povzročajo gobe, ki vsebujejo ibotensko kislino, kot so rdeča mušnica, panterjeva mušnica ter A. ibotengutake. Ibotenska kislina se v organizmu pretvori v muscimol, ki ima do 10-krat močnejši učinek. Ibotenska kislina je v kemičnem smislu derivat glutamata, medtem ko je muscimol derivat γ-aminomaslene kisline (GABA). Strokovnjaki domnevajo, da obe spojini oponašata omenjena živčna prenašalca (nevrotransmitorja) in se vežeta na ustrezne receptorje v osrednjem živčevju.
Zastrupitev se izrazi po pol ure do 3 ur. Sprva je podobna alkoholnemu opoju in se kaže kot zmedenost, motnje vida ter motnje v govoru in usklajenosti gibov (ataksija), nato se pokažejo kognitivne motnje (napačne predstave prostora in časa, halucinacije in razosebljenje oz. depersonalizacija) in bodisi ekscitacijski učinki (psihomotorični nemir, evforija in tonično-klonični krči) bodisi depresivni učinki (depresija in izčrpanost). V hudih primeri pride do zastoja dihanja in kome. Zaključna faza pri ibotenskem sindromu je običajno 10–15 ur trajajoč globoki spanec.
Včasih, predvsem pri panterjevi mušnici, se pojavijo bolečine v trebuhu, slabost in driska ter znojenje in slinjenje, zmanjšan srčni utrip (bradikardija) in zmanjšano odvajanje urina. Čeprav omenjene mušnice vsebujejo muskarin, ki povzroča podobno klinično sliko, je njegova količina v teh gobah zanemarljiva, tako da tovrstno klinično sliko verjetno povzročajo druge, muskarinu podobne snovi.
Muskarinski sindrom
Muskarinski sindrom se pojavi pri zaužitju nekaterih razcepljenk (Inocybe) in livkark (Clitocybaceae). Sindrom povzroča muskarin, ki se veže na muskarinske receptorje na postganglijskih živčnih celicah (nevronih) in povzroči aktivacijo parasimpatičnega živčevja.
Simptomi in znaki se pojavijo že po 15 minutah, lahko pa šele čez 5 ur. Kažejo se kot znojenje, slinjenje, čezmerno nastajanje sluzi v dihalnih poteh (bronhoreja), bruhanje, zoženje zenic (miozo), zameglitev vida ter povečan tonus gladkih mišic, kar med drugim povzroči drisko, bolečino v trebuhu, zoženje svetline sapnic (bronhospazem) ter pogostejše odvajanje urina zaradi krčenja sečnega mehurja. V hudih primerih pride do motenj krvnega tlaka (hipo- ali hipertenzija) in srčnega utripa (bradi- ali tahikardija) ter do šoka.
Koprinski sindrom
Koprinski sindrom povzročajo nekatere tintnice (Coprinus), predvsem prava tintnica (C. atramentarius). Povzroča ga koprin, ki se v organizmu pretvori v aminociklopropanol, ki moti presnovo etanola, saj zavira delovanje aldehidne dehidrogenaze, tako da se acetaldehid oz. etanal ne more pretvoriti v ocetno kislino in se tako kopiči. Učinek je podoben disulfiramu, ki se sicer uporablja za zdravljenje odvisnosti od alkohola. Škodljiva reakcija se pojavi samo takrat, kadar oseba spije alkoholno pijačo pol ure do 3 dni po zaužitju dotične gobe. Reakcija se pojavi v nekaj minutah, največ v dveh urah, zadostuje pa že 1 dl vina ali 2 dl piva.
Reakcija je lahko zelo dramatična. Sprva se pojavijo učinki na avtonomno živčevje, ki se kažejo kot slabost, bruhanje, žeja, znojenje, rdečica obraza in zgornjega dela telesa. Nato se pojavijo glavobol, vrtoglavica, motnje vida, pospešeno dihanje (tahipneja) in občutek težkega dihanja (dispneja), bolečina v prsih, neprijetni občutki bitja srca (palpitacije), nizek krvni tlak in pospešen srčni utrip. V skrajnih primerih se pojavijo tudi presnova acidoza, šok in celo miokardni infarkt.
Psilocibinski sindrom
Psilocibinski ali psihotropni sindrom povzročajo nekatere gologlavke (Psilocybe), govnarji (Panaeolus) in stožke (Conocybe) ter zelenkasta strniščnica (Stropharia aeruginosa). Za zastrupitev sta odgovorna psilocibin in psilocin, ki delujeta na osrednje živčevje in imata podoben učinek kot dietilamid lizergične kisline (LSD).
Omenjeni substanci tako učinkujeta na avtonomno živčevje, obnašanje in zaznavanje: v 15 minutah do 2 ur se pojavijo glavobol, omotica, vrtoglavica, razširjene zenice (midriaza), znojenje,  motnje krvnega tlaka in srčnega utripa (hipo- ali hipertenzija ter bradi- ali tahikardija), mišična oslabelost in mravljinčenje (parestezije), pri otrocih lahko tudi krči, hipertermija in nezavest. Psihične spremembe se razlikujejo od posameznika do posameznika, najpogosteje pa se pojavljajo evforija, agresivno vedenje, depresija, depersonalizacija, tesnoba, halucinacije ter popačeno dojemanje prostora in časa. Psihične spremembe lahko privedejo tudi do samomora.

### Pozni pojav učinkov
Amatoksinski sindrom
Amatoksini so prisotni v zeleni mušnici (A. phalloides), pomladanski mušnici (A. verna), koničasti mušnici (A. virosa) ter nekaterih dežničkih (Lepiota), kučmicah (Galerina) in luskinčkih (Pholiotina). Za več kot 90 % smrtonosnih zastrupitev je odgovorna zelena mušnica.
Amatoksini so termostabilni ciklični peptidi. V prebavilih se hitro absorbirajo, izločajo pa se v žolč, ki se izloči v dvanajstnik, začetni del tankega črevesa; na ta način strup kroži med prebavili in žolčem (enterohepatični obtok), kar je pomembno pri zdravljenju. Amatoksini delujejo na sluznične celice prebavil, jetrne celice (hepatocite) in tubulne celice v ledvicah. V celicah se vežejo na RNK-polimerazo II, s čimer zavrejo prepis ribonukleinske kisline (RNK), posledično pa tudi tvorbo beljakovin. Polni učinek se pokaže šele po nekaj urah, ko prične primanjkovati bistvenih (esencialnih) beljakovin, zaradi česar celice propadejo.
Klinična slika zastrupitve poteka v štirih fazah:
1. latentno obdobje – Učinki zastrupitve se ne pokažejo takoj zaradi že opisanega mehanizma delovanja; obdobje traja od 6–24 ur, povečini znotraj 8–12 ur, redkokdaj več kot 40 ur.

1. gastrointestinalna faza – Zaradi učinka na sluznične celice prebavil se pojavijo bolečine v trebuhu, slabost in bruhanje ter vodena driska (diareja), kar vodi do izgube tekočin (dehidracije) in elektrolitov. Posledično se lahko pojavi tudi znižanje krvnega tlaka (hipotenzija) ter refleksna pospešitev srčnega utripa (tahikardija), huda žeja in zmanjšano odvajanje seča oz. urina (oligurija). Opisana faza navadno traja dan ali dva.
2. faza remisije – Prebavnim motnjam sledi faza navideznega izboljšanja, ki traja od pol dneva do enega dneva. V laboratorijskih izvidih sprva porastejo jetrni encimi, predvsem aspartat-aminotransferaza (AST) in alanin-aminotransferaza (ALT), kar je pomembno tako za diagnostiko kot tudi za napoved (prognozo) bolezni, po jetrnih encimi pa poraste tudi bilirubin. Vse troje kaže na začetek propada jeter oz. jetrne nekroze.
3. večorganska odpoved – Navideznemu izboljšanju sledi večorganska odpoved, navadno v 2–7 dneh; prizadeta so predvsem jetra in ledvice. Prvi znak odpovedi jeter je znižanje koncentracije glukoze v krvi (hipoglikemija) zaradi prekinitve glikogenolize in/ali glukoneogeneze. Zaradi kopičenja bilirubina se pojavi zlatenica (ikterus), tj. koža in beločnici se obarvajo rumeno. Pojavijo se tudi motnje strjevanja krvi, podaljšan je protrombinski čas. Posledica so krvavitve v prebavilih, poleg tega se lahko pojavi diseminirana intravaskularna koagulacija (DIK): gre za nevaren sindrom, pri katerem se nenormalno porabljajo dejavniki strjevanja, zaradi česar na eni strani nastajajo strdki v malih žilah, kar moti prekrvavitev številnih organov (predvsem ledvic), po drugi strani pa se zaradi prekomerne porabe teh dejavnikov pojavijo krvavitve na številnih mestih. Odpoved jeter vodi tudi do motenega razstrupljanja in odplavljanja odpadnih dušikovih spojin (kot je amonijak), posledično pa do jetrne encefalopatije, ki se kaže kot zmedenost in motnje zavesti.

Deloma zaradi neposrednega učinka na tubulne celice, deloma pa zaradi hepatorenalnega sindroma, pri katerem spremembe v krvnem obtoku zaradi odpovedi jeter škodljivo vplivajo na ledvice, se pri hujših zastrupitvah pojavi tudi akutna odpoved ledvic. Kaže se z zmanjšanjem tvorbe urina (oliguriju) ali popolnim prenehanjem izločanja (anuriju) ter s porastom kreatinina.
Giromitrinski sindrom
Giromitrinski sindrom povzroča zaužitje surovega ali premalo kuhanega pomladanskega hrčka (Gyromitra esculenta), ki vsebuje strupen giromitrin in njegov presnovek monometilhidrazin. Klinična slika je podobna amatoksinskemu sindromu, vendar učinki običajno izzvenijo po gastrointestinalni fazi. V hujših primerih pride do odpovedi jeter in motenj živčevja, predvsem kot motorični izpadi, delirij in nezavest. Včasih pride tudi do razpadanja rdečih krvničk (hemoliza) in skeletnih mišic (rabdomioliza) ter methemoglobinemije.

### Zapozneli pojav učinkov
Orelaninski sindrom
Orelaninski sindrom povzroča zaužitje nekaterih koprenk (Cortinarius), kot sta poljska koprenka (C. orellanus) in krvena koprenka (C. sanguineus), ki vsebujejo orelanin in orelin. Orelanin poškoduje tubulne celice v ledvicah. Nespecifična simptomatika se pokaže pozno, po dnevu in pol, po nekaterih virih celo po treh tednih. Običajno se po treh dneh pojavita bruhanje in driska, sledijo bolečine v mišicah in sklepih. Odpoved ledvic se razvije v 8–9 dneh po zaužitju, ki se kaže z zmanjšano tvorbo ali popolnim prenehanjem izločanja urina (anurija), v krvi porastejo dušikovi retenti (kreatinin in sečnina), pojavijo se neravnovesja elektrolitov, in sicer padec koncentracije natrija (hiponatriemija), porast kalija (hiperkaliemija) in presnovna acidoza.

Spodnja razpredelnica prikazuje povzetek vseh kliničnih sindromov:
| Sindrom                    | Toksin                          | Strupene gobe | Simptomi in znaki |
| -------------------------- | ------------------------------- | --- | --- |
| gastrointestinalni sindrom | neznani                         | oljkov livkar (Omphalotus olearius), rdečelistke (Entoloma), kolobarnice (Tricholoma), kukmaki (Agaricus), gobani (Boletus), golobice (Russula), mlečnice (Lactarius), grive (Ramaria) in podvihanke (Paxillus) | prebavne motnje (bruhanje, driska, bolečine v trebuhu), znojenje, dehidracija in posledično nizek krvni tlak ter pospešen srčni utrip                                                                                      |
| ibotenski sindrom          | ibotenska kislina in muscimol   | rdeča mušnica (Amanita muscaria), panterjeva mušnica (A. pantherina) | zmedenost, motnje govora, motorike in vida, izčrpanost, psihične spremembe, kot so depresija ali evforija ter halucinacije                                                                                                 |
| muskarinski sindrom        | muskarin                        | razcepljenke (Inocybe) in livke (Clitocybe) | bruhanje, driska, bolečine v trebuhu, zamegljenost vida, zožene zenice, znojenje in slinjenje, pogostejše odvajanje vode, motnje srčnega utripa in krvnega tlaka                                                           |
| koprinski sindrom          | koprin                          | tintnice (Coprinus), najpogosteje prava tintnica (C. atramentarius) | prizadetost avtonomnega živčevja (slabost, žeja, znojenje, bruhanje in rdečica), motnje vida, glavobol z občutkom navala vročine v glavi, vrtoglavica, pospešeno dihanje, težave z dihanjem, povečan srčni utrip           |
| psilocibinski sindrom      | psilocibin in psilocin          | gologlavke (Psilocybe), npr. zašiljena gologlavka (P. semilanceata), govnarji (Panaeolus) in stožke (Conocybe)                                                                                                  | psihične spremembe podobne kot pri zastrupitvi z LSD, poleg tega pa še glavobol, omotičnost, vrtoglavica, mišična nemoč, nizek krvni tlak, povečan ali zmanjšan srčni utrip, pri otrocih še krči, hipertermija in nezavest |
| amatoksinski sindrom       | amatoksini                      | zelena mušnica (Amanita phalloides), pomladanska mušnica (A. verna), koničasta mušnica (A. virosa), dežnički (Lepiota), kučmice (Galerina), luskinčki (Pholiotina)                                              | slabost, bruhanje in driska ter posledična dehidracija, akutna odpoved jeter in ledvic v končni fazi, s tem povezane tudi hipoglikemija, zlatenica, jetrna encefalopatija in motnje strjevanja krvi                        |
| giromitrinski sindrom      | giromitrin in monometilhidrazin | pomladanski hrček (Gyromitra esculenta) | slabost, bruhanje, driska, bolečine v trebuhu, lahko tudi okvara jeter in nevrološki izpadi |
| orelaninski sindrom        | orelanin                        | koprenke (Cortinarius) | utrujenost, žeja, prebavne motnje, bolečine v mišicah in sklepih, akutna odpoved ledvic |

## Diagnostika
Temelj vsake preiskave bolezni sta dobra anamneza in klinični pregled bolnika. Anamneza zaužitja gobe je še posebej pomembna pri akutni odpovedi jeter in ledvic, saj zgodnja odstranitev ostankov gobe iz prebavil lahko izboljša potek bolezni. V primeru suma ali potrjenega zaužitja je treba bolnika povprašati o vrsti zaužite gobe ali vsaj o njenem splošnem videzu, poreklu gobe (nabrano v gozdu ali vrtu, kupljeno preko medmrežja ipd.), zaužiti količini, načinu priprave jedi (surova gobe, kuhanje, pečenje), morebitnem zaužitju alkohola ali različnih zvrsti gob hkrati, pojavu prvih simptomov/znakov (torej kako in kdaj so se začeli pojavljati), približnem času zaužitja gobe, rednem jemanju zdravil in kroničnih boleznih, poleg tega pa tudi to, ali je še kdo zaužil strupeno gobo; tako so npr. pri družinskem kosilu ogroženi vsi člani družine. Pri nejasnih primerih bi bila pri razpoznavi gobe zaželena pomoč mikologa, ki pa velikokrat ni na voljo.
Kot je že opisano v poglavju kliničnih sindromov, gobe povzročajo raznoliko klinično sliko, zato je pogosto težko razlikovati zastrupitev od drugih obolenj, še posebej, če se bolnik ne spomni oz. ne ve, za katero vrsto je šlo, ali pa se celo ne spomni, da bi zaužil gobe. Po eni strani so npr. bolniki, ki so zaužili rdečo ali panterjevo mušnico, sprva neustrezno napoteni na psihiatrično ustanovo zaradi psihomotoričnega nemira in ostalih psihični sprememb. Po drugi strani je treba v diferencialni diagnozi upoštevati druge vzroke za akutno odpoved jeter in ledvic, nalezljive gastroenteritise, zastrupitev z mamili ipd., odvisno od klinične slike.
Od laboratorijskih preiskav se odvzame kri za določitev osnovne krvne slike, elektrolitov in glukoze, ostale preiskave se opravijo glede na klinično sliko, npr. ob sumu na poškodbo jeter se določijo jetrni encimi, ob poškodbi ledvic se oceni delovanje ledvic preko glomerulne filtracije (oGF) in določitve dušičnih retentov (sečnina in kreatinin). Ob neznanem oz. nejasnem vzroku akutne odpovedi jeter je treba določi tudi raven paracetamola, ob nevroloških izpadih, psihičnih spremembah in motnjah zavesti pa je treba opraviti toksikološke preiskave na salicilate, alkohol, benzodiazepine, barbiturate, opiate, ekstazi, LSD, fenciklidin in/ali kokain. V specializiranih laboratorijih je možno s pomočjo posebnih metod, kot so visokoločljivostna tekočinska kromatografija, radioimunske metode in masna spektrometrija, določiti razne toksine, kot so amatoksini, muscimol in ibotenska kislina, muskarin, orelanin, psilocibin in psilocin ter giromitrin.
Elektrokardiogram (EKG) lahko razkrije razvijajočo se hiperkaliemijo, ki lahko vodi do smrtno nevarnih motenj srčnega ritma, poleg tega pa se lahko izključi npr. motnje prevajanja, kot so atrioventrikularni bloki, ki so lahko vzrok omotice in izgub zavesti, pri 3. stopnji tudi hipotenzije in bradikardije. Pri vseh bolnikih z encefalopatijo je treba izključiti možgansko oteklino oz. edem in ostale strukturne vzroke s pomočjo računalniške tomografije (CT).

## Zdravljenje in prognoza
Pri zastrupitvah z gobami je zdravljenje večinoma podporno oz. simptomatsko. V prvih urah po zaužitju je treba temeljito odstraniti čim več ostankov gobe in toksinov s pomočjo izpiranja želodca, nato pa dajati aktivno oglje, ki toksine veže nase, ter odvajalo, da se celotna vsebina čim prej odstrani iz črevesja. Navedeni postopki so pomembni predvsem pri amatoksinskem sindromu, torej pri zastrupitvi z zeleno mušnico in njenimi sorodnimi vrstami, zaradi prekinitve enterohepatičnega obtoka; pri amatoksinskem sindromu dajemo aktivno oglje vsaki 2–6 ur tri dni zapored.
Bistveno je nadomeščanje tekočin in elektrolitov, še posebej ob bruhanju in driski ter pri otrocih in starejših ljudeh, ki slabše prenašajo izsušenost in neravnovesje elektrolitov. Vedno je treba nadzorovati osnovne življenjske funkcije in po potrebi zaščititi dihalne poti z endotrahealno intubacijo, npr. ob zastoju dihanja in ob možnosti aspiracije želodčne vsebine v pljuča, ter umetno predihavati. Ob neuspešnem stabiliziranju krvnega tlaka z nadomeščanjem tekočin je treba razmisliti o vazopresorjih, kot sta noradrenalin in dopamin. Hipoglikemijo se zdravi z nadomeščanjem glukoze (npr. 10 % raztopina dekstroze). Krče in vznemirjenost ter ostale hude psihične spremembe (npr. pri psilocibinskem sindromu) lahko nadzorujemo z benzodiazepini. Pri odpovedi jeter je katabolizem močno pospešen, zato bolniki potrebujejo hrano, bogato z beljakovinami in ogljikovimi hidrati. Motnje strjevanja krvi je prav tako treba zdraviti, npr. z nadomeščanje dejavnikov strjevanja.
Usmerjeno zdravljenje s protistrupi (antidoti) je na voljo samo pri nekaterih gobah oz. njihovi toksinih. Pri amatoksinskem sindromu priporočajo dajanje silibinina (5 mg/kg telesne teže/6 ur) ali kristalnega penicilina (500.000 IE/kg telesne teže/dan), ostali predlagani protistrupi so še ceftazidim, rifamicin in N-acetil cistein; nekatere študije sicer niso dokazale učinkovitost omenjenih protistrupov. Pri muskarinskem sindromu damo atropin kot protistrup (1–2 mg i.v. ali i.m, vsake pol ure do eno uro), pri giromitrinskem sindromu pa piridoksin (70 mg/kg telesne teže, skupno do 5 g).
Pri grozeči dokončni odpovedi jeter je treba sprožiti postopek za presaditev jeter, ki je edina možnost zdravljenje. Indikacije za to so predvsem III. stadij jetrne encefalopatije, porast bilirubina nad 4,6 mg/dL in podaljšan protrombinski čas nad 100 s, poleg tega pa še starost bolnika pod 12 let, porast kreatinina nad 1,4 mg/dL, krvavitve, presnovna acidoza, hipoglikemija, pomanjkanje faktorja V in šok. Pri odpovedi ledvic je treba uvesti nadomestno ledvično zdravljenje, v prvi vrsti hemodializo, pri hujših primerih brez pričakovanega izboljšanja je treba razmisliti o presaditvi ledvic.
Smrtnost pri amatoksinskem sindromu naj bi bila trenutno po nekaterih študijah od 10 % do 20 %; smrt nastopi po 4–16 dneh, lahko tudi pozneje. Jetrna encefalopatija, oligurija ali anurija, visoki porast transaminaz (AST in ALT) nad 2.000 E/L in podaljšan protrombinski čas (nad 50 s) so povezani z večjo smrtnostjo pri amatoksinskem sindromu. Pri orelaninskem sindromu se akutna odpoved ledvic pojavi pri slabi tretjini do treh četrtinah bolnikov, polovica od teh razvije kronično odpoved ledvic, pri tretjini bolnikov pa se delovanje ledvic sčasoma popolnoma obnovi; prognoza je slabša pri mladoletnih osebah. Smrt zaradi giromitrinskega sindroma je redka v ZDA, vendar naj bi bila v nekaterih predelih Evrope nekoliko pogostejša.
Ostali sindromi imajo zelo dobro napoved. Pri ibotenskem sindromu težave izginejo po 6 urah do najkasneje po dveh dneh, čeprav lahko več dni vztraja glavobol, pri muskarinskem sindromu se stanje popravi približno po 12 urah. Pri koprinskem sindromu težave izginejo po 6 urah, vendar je to odvisno od količine popitega alkohola in zaužitih tintnic ter časovnega zaporedja pri zaužitju; ogroženi so predvsem bolniki s srčnimi obolenji. Psihične spremembe in učinki na avtonomno živčevje pri psilocibinskem sindromu trajajo od 6–10 ur in ne puščajo posledic; zdravljenje je redko potrebno, bolnik potrebuje predvsem počitek v mirni in temni sobi, prisotnost svojcev je zaželena.

## Preventiva
Večina zastrupitev z gobami je posledica nepremišljenega nabiranja gob, saj so si mnoge gobe podobne med seboj, popolnoma zanesljivih kriterijev za ločevanje med strupenimi in užitnimi gobami pa ni. Pri nabiranju in uživanju gob moramo torej paziti na naslednje stvari:
1. Osnovno in najpomembnejšo pravilo je, da nabiramo in uživamo samo tiste gobe, za katere vemo, da so užitne in jih lahko zanesljivo prepoznamo; če v svojo presojo nismo prepričani, gobe ne naberemo in ne uživamo.[12][15]
2. Ljudska izročila niso zanesljiva. Primeri napačnih nasvetov so npr., da je goba verjetno varna, če raste na drevesu in lahko olupimo vrhnji sloj klobuka, da srebrni kovanec potemni ob stiku s strupeno gobo ter da kuhanje skupaj s srebrom odstrani strupe.[15] Prav tako je napačno prepričanje, da je vsaka goba varna, če jo poje tudi žival: zajci in veverice lahko npr. brez škodljivih posledic pojejo mnogo vrst strupenih mušnic, ki pa so za človeka nevarne.[15] Za pomoč pri prepoznavanju gob moramo uporabljati priznane gobarske vodnike, ki so napisani za regijo, v kateri se nahaja država bivališča,[15] saj ni nujno, da podatki v vodniku, napisanem npr. za regijo Severne Amerike ali Vzhodne Evrope, veljajo tudi za Slovenijo, ki se v geografskem smislu nahaja na stičišču Srednje in Jugovzhodne Evrope. Priporočljiva je udeležba na strokovnih tečajih za prepoznavanje gob in/ali nabiranje skupaj z izkušenim gobarjem.[15]
3. Za nabiranje gob je treba imeti ustrezno opremo v smislu zračnih pletenih košar; plastične vrečke niso primerne zaradi izparevanja in nabiranja vlage znotraj vrečke in posledičnega razkrajanja gob.[14] Smiselno je tudi, da se gobe med seboj ne stikajo (prekrijemo jih npr. z listjem), saj navkljub pazljivosti lahko naberemo gobe s sumljivo užitnostjo, katerih trosi ali delci zaidejo na užitne gobe; tako tudi slednje povzročijo zastrupitev, četudi smo odstranili sumljive gobe.[14] Prav tako je treba paziti, da ne naberemo razpadlih, preveč zrelih, razmehčanih ali črvivih gob.[12][13][15]
4. Gob se ne uživa surovih, ampak se jih skuha, tako da se uniči na toploto občutljive (termolabilne) strupe, kar velja npr. za prave štorovke, smrčke ter svinjski in žametasti goban. Navedeno seveda ne velja npr. za amatoksine, ki so na toploto odporni (termostabilni) toksini.[13][15]
5. Nabrane gobe se mora pripraviti čim prej, najbolje v istem dnevu, ali pa se jih ustrezno konzervira (npr. s sušenjem ali zamrzovanjem) in shrani. Hladne shrambe ali navadni hladilniki niso primerno mesto za shranjevanje, saj je temperatura še vedno previsoka, gobe pa so odlično gojišče za bakterije.[12]
6. Kadar prvič jemo novo vrsto gobe, je priporočljivo shraniti celotni primerek gobe za lažjo razpoznavo morebitne zastrupitve, iz istega razloga je priporočljivo uživati samo eno novo vrsto naenkrat.[15]
7. Nekateri ljudje ne prenašajo gob zaradi preobčutljivosti oz. alergije na določene sestavine.[15] Tudi sicer so gobe težje prebavljiva hrana, zato imajo vlogo priloge ali začimbe, odsvetovano pa je uživanje gob kot glavnega obroka ali zvečer pred spanjem, ko se prebava upočasni.[12][13][15]
8. Majhnim otrokom, starejšim ljudem ter ljudem, ki obolevajo za žolčnimi kamni, vnetjem trebušne slinavke (pankreatitisom) ali razjedami (ulkusi) na želodcu in dvanajstniku, se uživanje gob odsvetuje.[12] Prav tako je odsvetovano uživanje alkohola ob jedeh z gobami.

## Zgodovina
»Ta krožnik gob je spremenil usodo celotne Evrope.«
— Voltaire o smrti Karla VI. Habsburškega
V zgodovini je med gobami najbolj zloglasna zelena mušnica, zaradi katere naj bi umrlo več znanih osebnosti, med njimi rimski cesar Klavdij, papež Klemen VII., ruska carica Natalija Kirilovna Nariškina (mati Petra I. Velikega) ter rimsko-nemški cesar Karel VI. Habsburški. Okoliščine smrti naštetih osebnosti so sicer bolj ali manj nejasne. Cesar Klavdij je rad užival knežjo mušnico, rimska zgodovinarja Tacit in Svetonij pa sta trdila, da je bila zelena mušnica podtaknjena v jed iz knežjih mušnic. Klemen VII. je umrl šele po petih mesecih bolehanja, kar se ne sklada s potekom amatoksinskega sindroma. Carica Natalija Nariškina naj bi pred smrtjo zaužila večjo količino vloženih gob, vendar ni jasno, ali je umrla zaradi same zastrupitve, ali pa zaradi zastrupitve s pokvarjeno hrano (torej zaradi bakterijske okužbe). Karel VI. je zaužil krožnik pečenih gob, po čemer so se pojavile prebavne motnje, 10 dni zatem pa je umrl; potek bolezni se okvirno sklada z amatoksinskim sindromom. Karlova smrt je sprožila avstrijsko nasledstveno vojno, v kateri je bila udeležena večina evropskih velesil.
Rdeča mušnica je ena od najdlje poznanih gob s halucinogenim učinkom. V Stari Indiji je imela posebno magično in religiozno vlogo, bila je simbol ekstaze in sredstvo prerokovanja; ponekod v Indiji ima še vedno tako vlogo. V Rigvedi je omenjena v več kot sto spevih. Na Kitajskem je simbolizirala dolgo življenje in večnost, kitajski cesarji pa so jo uživali skupaj z zlatom, žadom in cimetom kot »eliksir življenja«, da bi si zagotovili nesmrtnost in pridobili »posebno telesno lahkost«. Mnoga sibirska ljudstva, kot so Čukči, Korjaki, Ostjaki in Samojedi, so jo uporabljali kot opojno sredstvo. Po ruski kolonizaciji je rdečo mušnico nadomestil alkohol, posušene mušnice pa so bile drage in so si jih privoščili večinoma bogataši, ki so jih namakali v vodi in se z njo opajali. Revni ljudje, ki si niso mogli privoščiti posušenih rdečih mušnic, so pogosto čakali pred hišami bogatašev in prestregli njihov urin z lesenimi posodami, s katerim so se potem sami opajali. Druge halucinogene gobe, ki vsebujejo psilocibin, so šamani ljudstev Severne Afrike in Mezoamerike izrabljali že v davnini za religiozne namene, prerokovanje in zdravljenje. Prav iz slovenskih dežel pa je znana anekdota iz obdobja prve svetovne vojne, po kateri so ruski ujetniki, od doma vajeni uživanja rdečih mušnic, tukaj nabirali gobe in se z njimi množično zastrupljali, saj vsebuje lokalna populacija večjo količino toksinov.